# Église Saint-Pierre-d'Alcántara de Cordoue
Pour les articles homonymes, voir Église Saint-Pierre.
L’église Saint-Pierre-d'Alcántara (espagnol : iglesia de San Pedro de Alcántara) est une église catholique située dans la ville de Cordoue, en Andalousie.

## Histoire
Elle a été bâtie au XVIIe siècle et achevée le 7 octobre 1696. Primitivement l'église était un couvent de religieux franciscains, jusqu'à ce que ceux-ci soient expulsés au XIXe siècle.

## Description
L'édifice a une seule nef et possède un plan en croix grecque. Sur les murs latéraux se trouvent différents retables. Le retable majeur a été réalisé par Francisco Hurtado Izquierdo en 1695.